# Damascène (pigeon)
Le damascène (appelé parfois pigeon de Jérusalem) est une race de pigeon domestique originaire de la région de Damas en Syrie et sélectionnée par la suite par des éleveurs anglais. Cette race est classée dans la catégorie des pigeons de forme.

## Histoire
Le damascène est l'une des races plus anciennes de pigeon, puisqu'il est élevé depuis plus de trois mille ans et selon la légende la reine de Saba en aurait reçu un couple du roi Salomon.

## Description

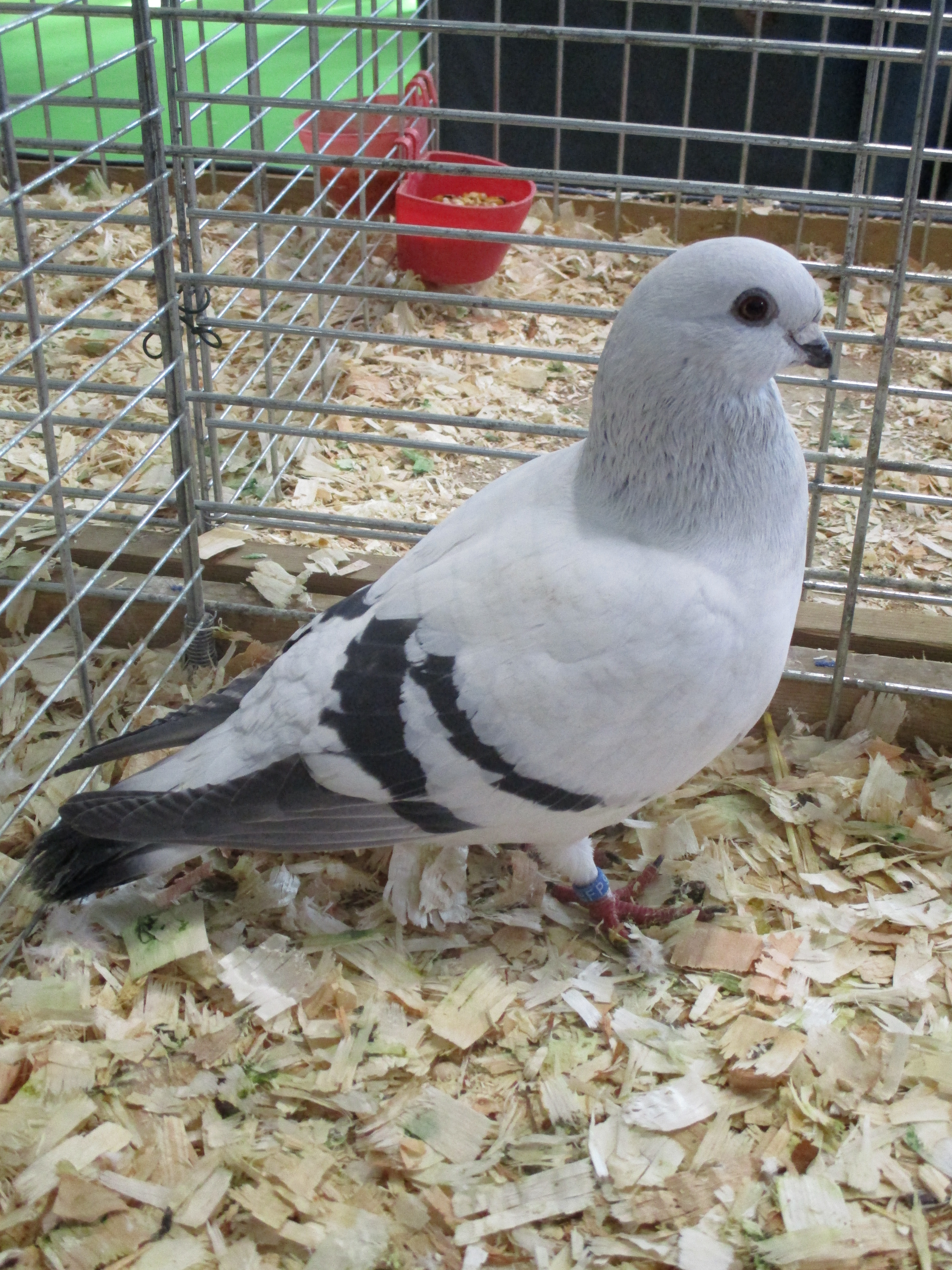
Pigeon damascène au salon international de l'agriculture.

Il s'agit d'un pigeon d'ornement de petite taille ou de taille moyenne, trapu et court, à la poitrine large et légèrement bombée. Son plumage est toujours blanc argent (dit « givré ») barré de noir. La sous-couleur est gris ardoise et ses pattes sont rouge vif. Son bec, très court, et sa grande pupille (cerclée d'un iris rouge rubis) sont d'un noir profond.